# Adler Mannheim
Az Adler Mannheim egy német jégkorongcsapat Mannheimban. A csapat a Deutsche Eishockey Ligában játszik. A klub egyszeres nyugat-német és 7-szeres német bajnok.

## Története
A klubot 1938-ban alapították Mannheimer ERC néven.

### Korábban használt nevek
- 1938–1994 – Mannheimer ERC
- 1994–napjainkig – Adler Mannheim

## Helyezések
Deutsche Eishockey Liga-bajnok: 1996-97, 1997-98, 1998-99, 2000-01, 2006-07, 2014-15, 2018-19